# Feijenoord

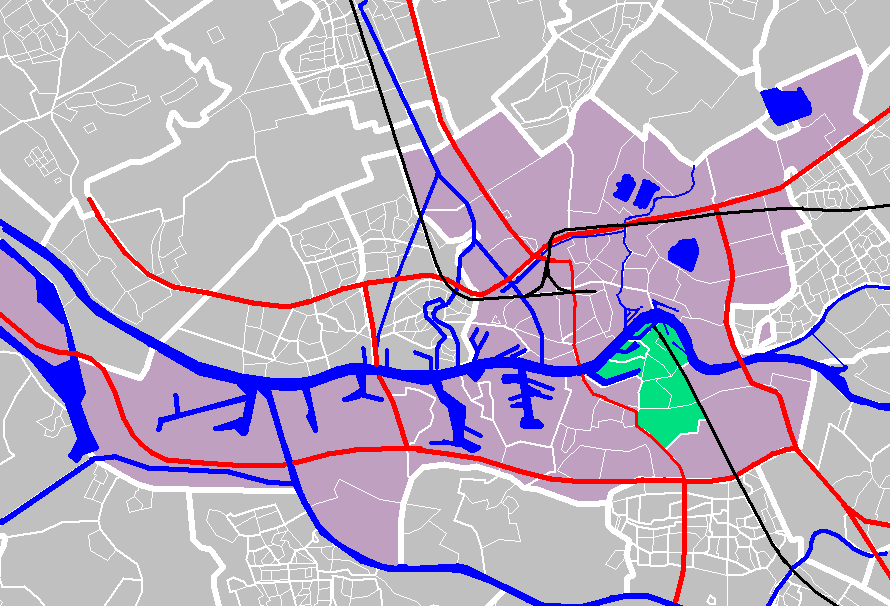
Lage Feijenoords im Stadtgebiet (grün)

Feijenoord ist ein Stadtbezirk von Rotterdam. Der Bezirk liegt am südlichen Ufer der Nieuwe Maas gegenüber dem Stadtzentrum. In ihm leben 79.440 Einwohner auf 8,55 km², wovon 1,93 km² Wasser sind.
Feijenoord war früher eine Insel im Fluss. Rotterdam wurde Eigentümer, indem es 1591 zwei Drittel von 'Dijkgraaf en Hoogheemraden van den Nieuwen Buitenwaard' und 1658 das andere Drittel von 'Dijkgraaf und Hoogheemraden van Oost-IJsselmonde' kaufte. Aufgrund der Verschlammung rückte es immer näher an die Insel IJsselmonde heran. Auf dieser Insel befanden sich früher das Pesthaus und die Hinrichtungsstätte von Rotterdam. 1795 wurde es von Rotterdam eingedeicht. In der zweiten Hälfte des 19. Jahrhunderts waren die beiden Inseln nur durch eine schmale Strömungsrinne namens 'Zwanegat' voneinander getrennt. Dieses Wasser verschwand während des Baus des 'Spoorweghaven'.
Feijenoord entwickelte sich im späten 19. und 20. Jahrhundert, als der Hafen Rotterdam nach Fertigstellung des Nieuwe Waterwegs stark expandierte. Der Hafen wuchs auf die Südseite der Nieuwe Maas, zahlreiche Arbeiter siedelten sich dort an, so dass das Viertel zu einer Arbeitergegend wurde.
Nachdem nach dem Zweiten Weltkrieg der Hafen immer weiter nach Westen gen Nordsee wanderte und zudem die Containerisierung dafür sorgte, dass nur noch ein Bruchteil der Arbeiter im Hafen benötigt wurde, verfiel das Viertel zunehmend. Der Stadtteil Katendrecht in Feijenoord verkam vom allgemeinen Seemanns- und Unterhaltungsviertel zu einem reinen Rotlichtbezirk. Seit den 1990er Jahren ist der innenstadtnächste Teil Feijenoords, der Kop van Zuid, Ziel eines ehrgeizigen Stadterneuerungsprogramms.  
International ist er vor allem bekannt durch den dort ansässigen Sportverein Feyenoord Rotterdam, der seine Heimspiele in De Kuip austrägt. 
In Feijenoord befindet sich die Essalam-Moschee, die größte Moschee der Niederlande sowie Westeuropas.